# MTT Turbine Superbike

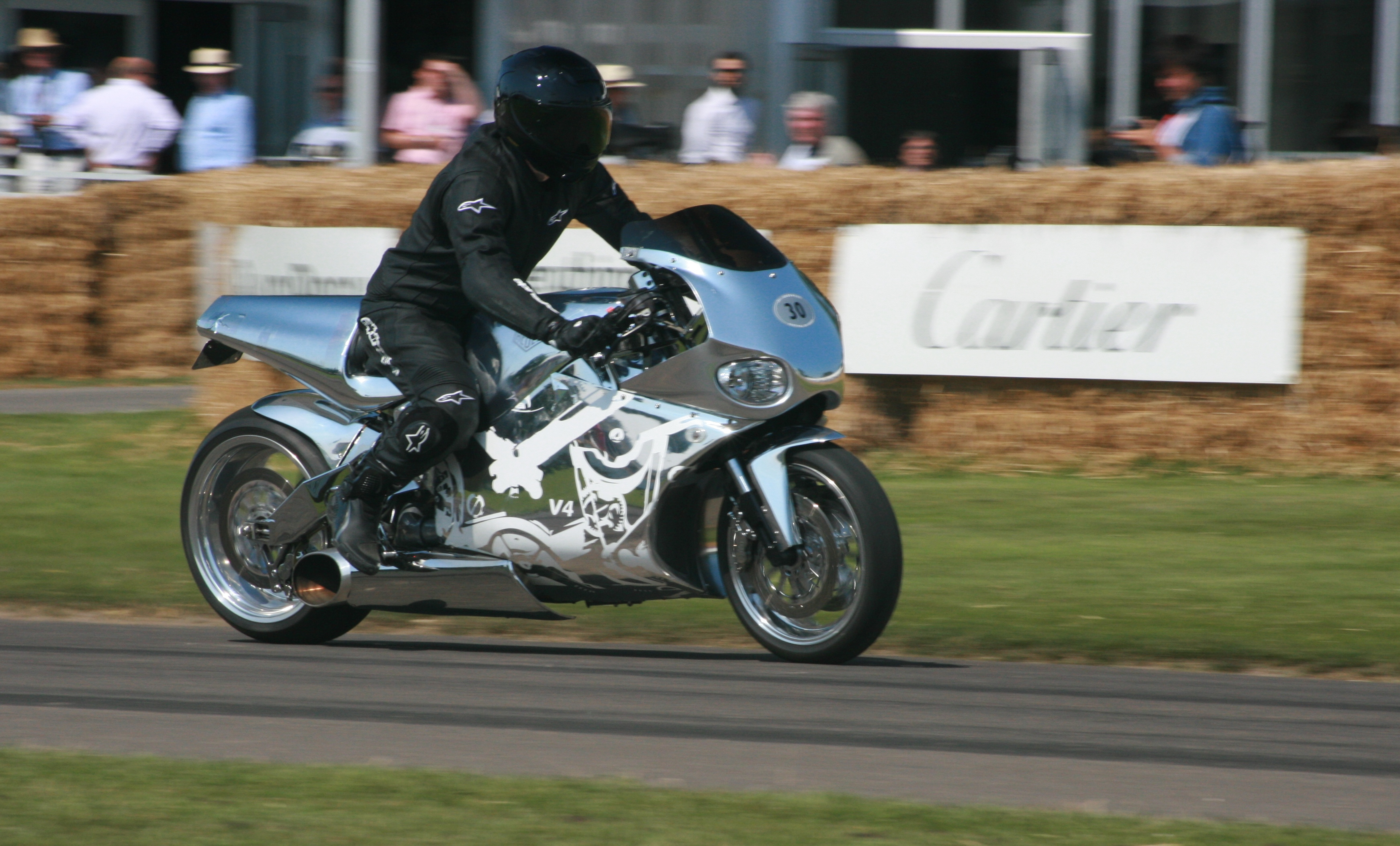
MTT Streetfighter Turbine

Das MTT Turbine SUPERBIKE (auch unter der inoffiziellen Bezeichnung Y2K bekannt) ist ein Motorrad mit Gasturbinenantrieb des Herstellers Marine Turbine Technologies (MTT). Es ist das zurzeit schnellste Serienmotorrad mit Straßenzulassung. Seit dem Jahr 2000 werden fünf Stück jährlich gebaut. Im Preis von 175.000 US-Dollar ist eine lebenslange Garantie auf die Turbine enthalten.

## Allgemeine Beschreibung
Christian Travert, ein ehemaliger Rennfahrer und Umbauspezialist, wurde mit der Projektleitung beauftragt. Der Rahmen besteht aus Aluminiumprofil und ist deutlich länger als üblich; vorne federt eine Teleskopgabel, hinten ein Zentralfederbein. Die Maschine ist vollständig verkleidet und statt konventioneller Rückspiegel sorgt eine Heckkamera und ein kleiner LCD-Fernsehschirm für die Sicht nach hinten.

### Der Antrieb
Der Antrieb besteht aus einer Allison 250-Gasturbine, die in Hubschraubern des Typs Bell 206 verwendet wurden. Die Triebwerke werden nach einer bestimmten Anzahl von Betriebsstunden ersetzt und werden in anderen Geräten weiterverwendet. MTT baute solche Triebwerke zuvor in Boote, Fahrzeuge oder Feuerwehrpumpen ein, bis der Präsident von MTT, Ted McIntyre, beschloss, auch ein Motorrad anzubieten.
Die Fahrleistungen sind bis 80 km/h eher unspektakulär; trotzdem beschleunigen die 286 PS das Motorrad in 15 Sekunden von 0 auf 365 km/h; die Höchstgeschwindigkeit wird mit über 400 km/h angegeben. Getankt wird Kerosin oder Diesel. Der Verbrauch liegt bei 78 Liter auf 100 Kilometer.

### Technische Daten
| Hubraum           | k. A. (Turbine)                                        |
| Max. Leistung     | 210 kW (286 PS) bei 52.000/min (am Hinterrad gemessen) |
| Max. Drehmoment   | 576 Nm                                                 |
| Radstand          | 1.727 mm                                               |
| Reifen vorne      | 120/60-ZR17, Pirelli                                   |
| Reifen hinten     | 200/60-ZR17, Pirelli                                   |
| Sitzhöhe          | 800 mm                                                 |
| Tankinhalt        | 34 Liter                                               |
| Gewicht (trocken) | 190–227 kg                                             |